# Михаил Поповилиев
Михаил Поповилиев е български юрист. Той е роден през 1873 година в Търново. През 1893 година завършва право в Париж, където продължава образованието си с курс по дипломация и докторат по право (1897). От 1899 година е преподавател по международно право във Висшето училище (днес Софийския университет „Свети Климент Охридски“), през 1909 – 1910 година е и негов ректор. От 1906 година е действителен член на Българското книжовно дружество (днес Българска академия на науките). Участник в дипломатическата делегация по подготовката на Лондонския мирен договор от 30 май 1913 г. Умира през 1928 година в София.